# 喬喬佩區
6°07′54″S 79°39′26″W / 6.1316°S 79.6573°W
喬喬佩區（西班牙語：Distrito de Chóchope），是秘魯的一個區，位於該國西北部蘭巴耶克大區的蘭巴耶克省，始建於1909年10月11日，面積79.3平方公里，海拔高度215米，2005年人口1,107，人口密度每平方公里14人。